# Shunkichi Hamada
Shunkichi Hamada (Japans: 浜田駿吉, Hamada Shunkichi) (Hyogo (prefectuur), 19 oktober 1910 –  Shibuya, 7 december 2009) was een Japans hockeydoelman.
Met zijn ploeg nam hij deel aan de Olympische Spelen van 1932 en van 1936. In 1932 won Hamada met zijn ploeggenoten de zilveren medaille, er namen tijdens deze spelen slechts drie ploegen deel. In 1936 eindigde de Japanse ploeg als vijfde. 